# Tobiashammer

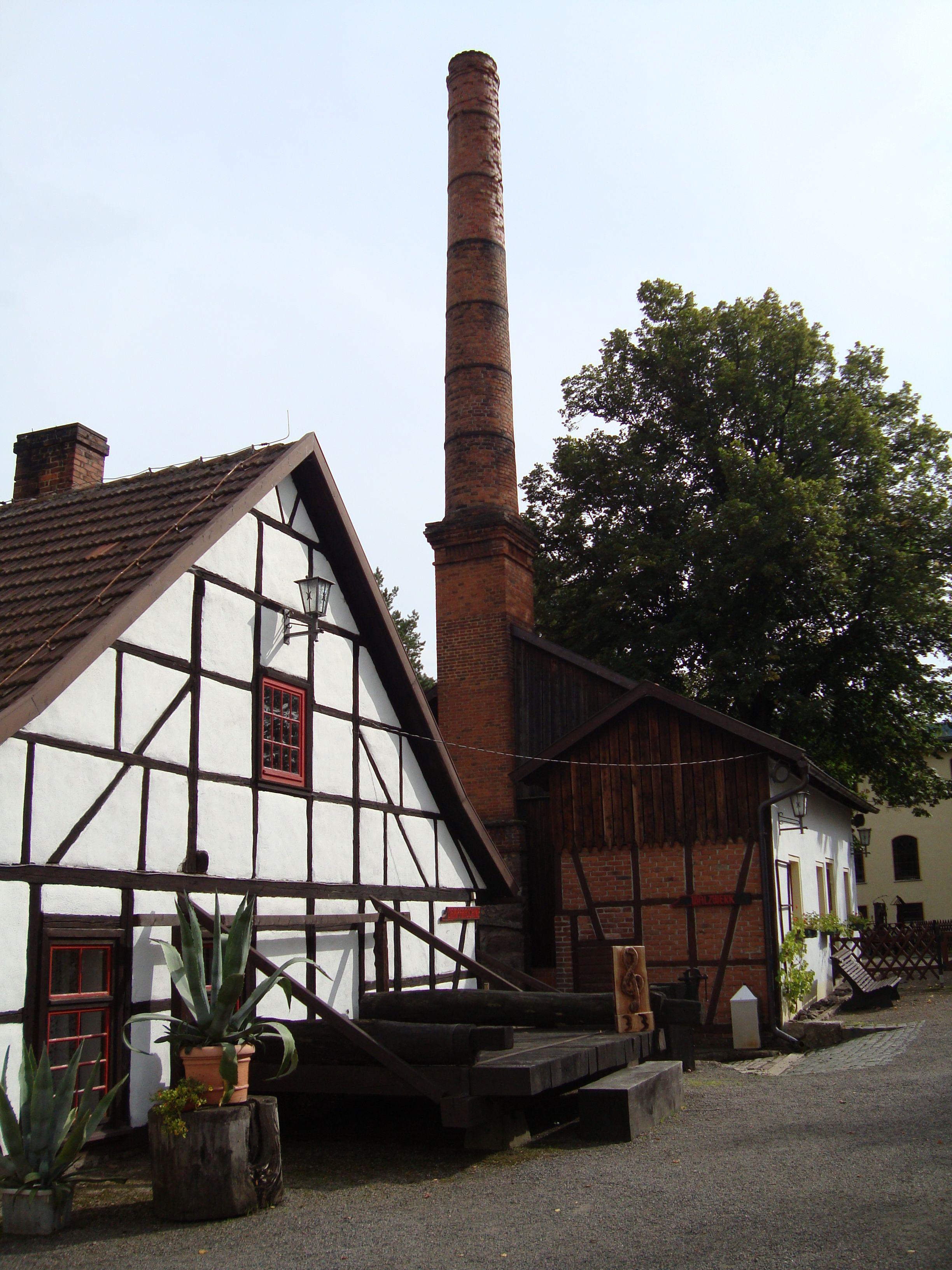
Tobiashammer

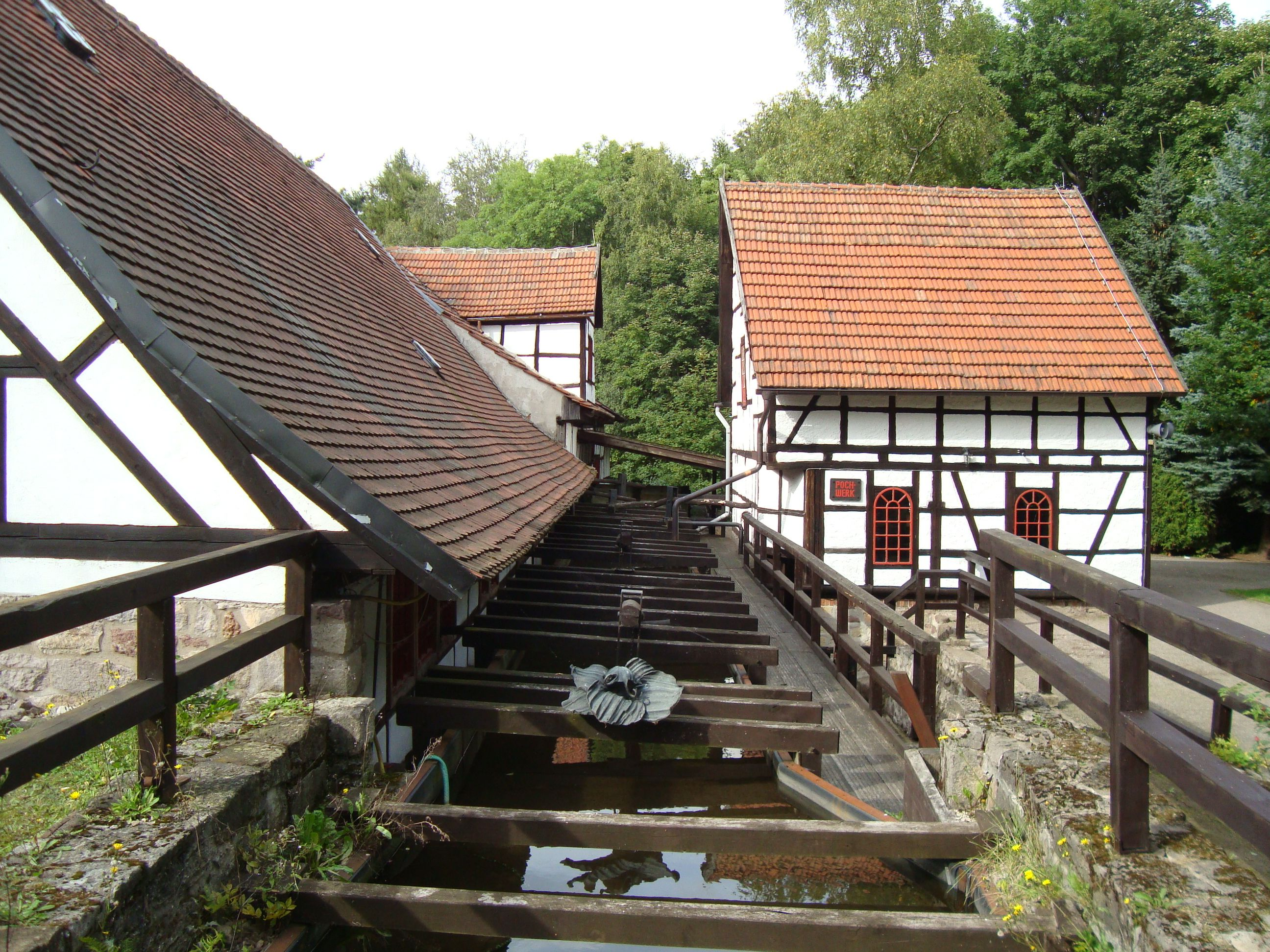
Tobiashammer mit Schmiedeplastik Neues Leben

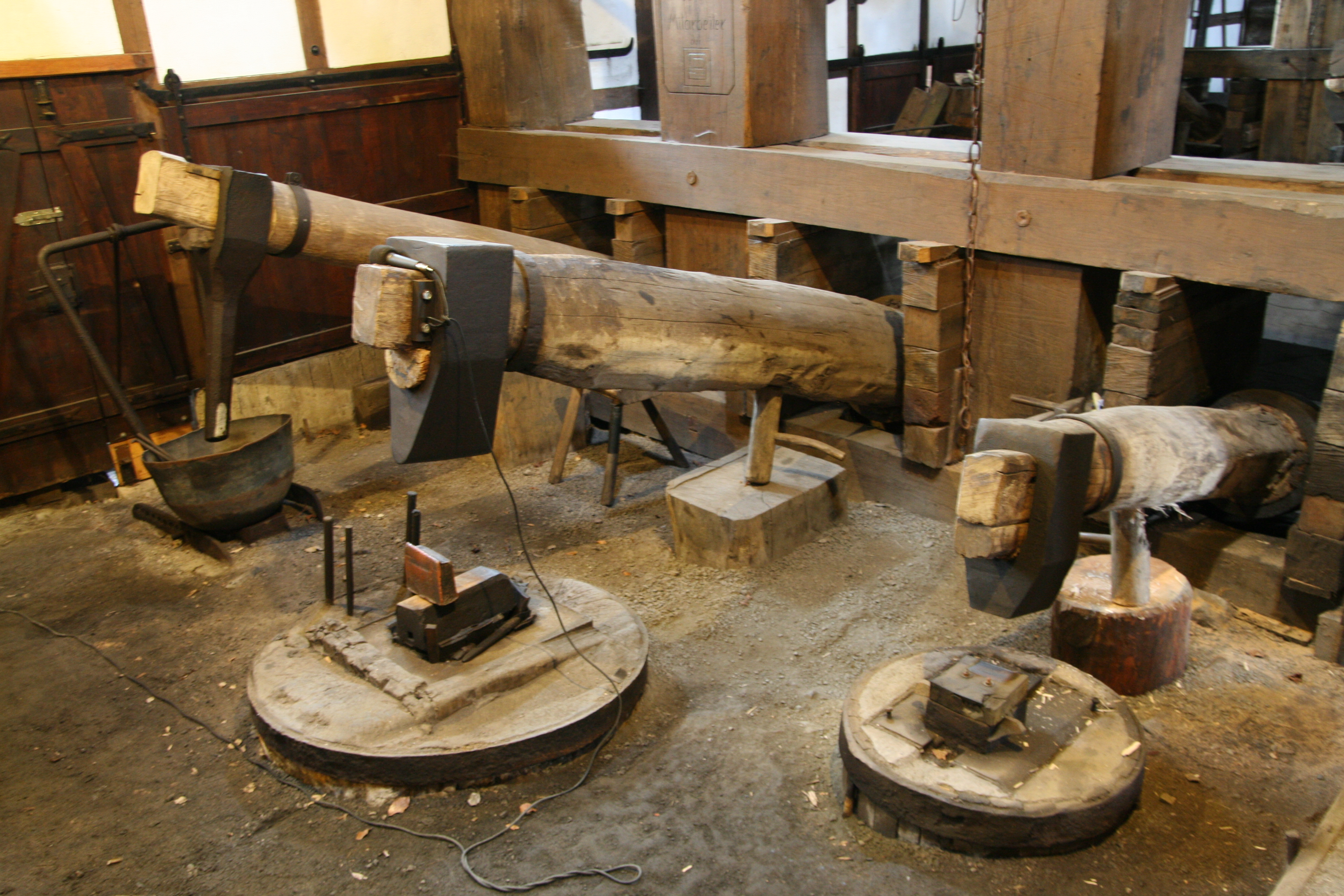
Drei der fünf Fallhämmer

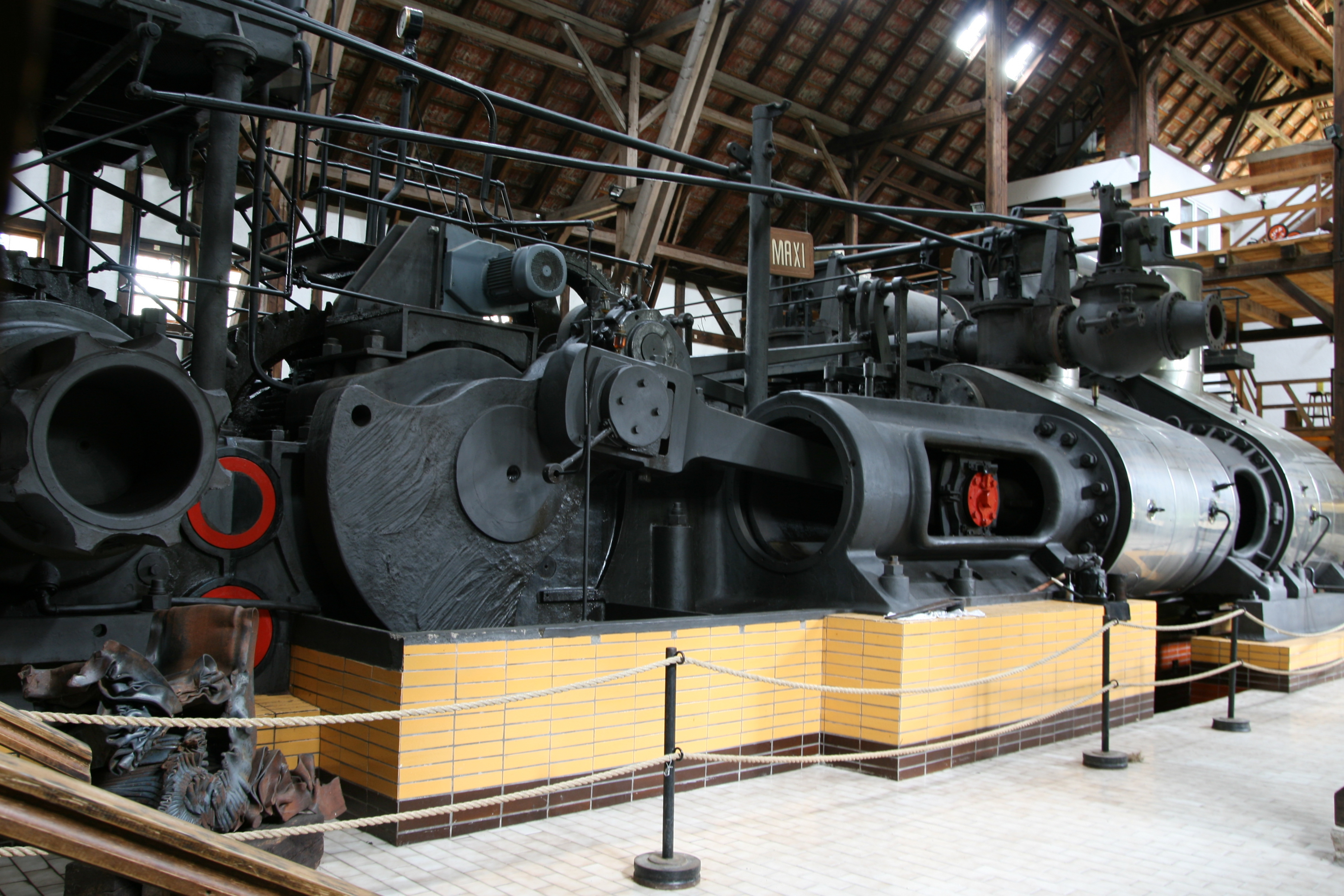
Eine Hälfte der Dampfmaschine mit 12.000 PS

Der Tobiashammer ist eine große wasserkraftgetriebene Schmiedehammeranlage in Ohrdruf (Thüringen), die auf das Jahr 1482 zurückgeht. Seit 1983 ist der Tobiashammer ein technisches Denkmal und Museum.

## Geschichte
Die erste Hammerschmiede wurde vermutlich 1482 am Lauf der Ohra gebaut. 1592 wurde die Anlage von Tobias Albrecht gekauft. Seitdem wird sie Tobiashammer genannt. Die Hammeranlage bestand ursprünglich aus drei mächtigen Eisenhämmern, welche durch die Kraft eines Wasserrades gehoben wurde.
Produziert wurden Eisenprodukte wie Sensen, Sicheln, Pflugschare, Lanzen und Schwerter. Später kam die Kupferverarbeitung hinzu, es wurden Waschkessel (Waschzuber), Kesselpauken, Brauereigeräte, Töpfe, Kannen und Pfannen hergestellt. Die bis spät in das 20. Jahrhundert hergestellten Kesselpauken wurden „aus einem Stück“ Kupfer unter dem Schwanzhammer ausgetrieben und setzen bis heute in Bezug zum Klang einen Maßstab.
Bis 1816 war der Tobiashammer im Besitz der Familie Albrecht, die in jenem Jahr die Anlage verkaufte. Danach wechselten die Besitzer häufiger. 1839 erwarb Carl Friedrich Maelzer den Betrieb, der bis 1972 in seiner Familie blieb. Ab Mitte des 19. Jahrhunderts ließen die neuen Eigentümer die Produktionsanlagen erheblich erweitern. So wurde ein Blechwalzwerk und ein zweites Hammerwerk gebaut. Das 1882 gebaute Kontorhaus dient heute als Hammerschenke.
1972 wurde der alte, damals verfallene Hammer von dem damaligen Stahlverformungswerk Ohrdruf gekauft. 1983 wurde der Tobiashammer als Schauanlage der Öffentlichkeit zugänglich gemacht.

## Museum, Technik und Kunst
Die Schauanlage umfasst fünf funktionstüchtige Fallhämmer, ein Walzwerk, Poch- und Schleifwerk sowie Glutöfen. Die Anlagen werden nach wie vor von vier Wasserrädern angetrieben.
Seit 1988 beherbergt der Tobiashammer außerdem eine der größten Dampfmaschinen Europas: eine Zwillings-Tandem-Reversier-Großdampfmaschine, gebaut 1920, mit einer Gesamtmasse von 305 Tonnen und einer Leistung von 12.000 PS. Sie stammt aus der ehemaligen Maxhütte Unterwellenborn und wurde 1985 stillgelegt. In Betrieb genommen werden kann sie nicht, allein schon, weil der Kessel zur Erzeugung des notwendigen Dampfdrucks fehlt. Da sie jedoch voll beweglich ist, wird sie bei Führungen durch Elektromotoren in Bewegung versetzt und vermittelt so einen Eindruck der sich bewegenden Massen.
Eine Besonderheit stellt das seit der Eröffnung 1983 jährlich stattfindende Schmiede-Symposium dar, wie z. B. 2009 die „Hommage an Fritz Kühn“ mit Kunstschmieden aus drei Kontinenten. Im Lauf der Jahre schufen hier viele bekannte Kunstschmiede und Metallbildhauer ihre Werke, von denen viele, wie z. B. die gigantisch-geschmiedete Seerose von Alfred Habermann oder von Rüdiger Roehl Das Gesicht noch heute als Skulpturenpark den Außenbereich verschönern.